# Strzelectwo na Letnich Igrzyskach Olimpijskich 1912 – pistolet dowolny, 50 m
Strzelanie z pistoletu dowolnego z 50 metrów mężczyzn było jedną z konkurencji strzeleckich rozgrywanych podczas V Igrzysk Olimpijskich w Sztokholmie. Zawody zostały rozegrane 1 lipca w Kaknäs.
Był to czwarty raz, kiedy to ta konkurencja była rozgrywana na igrzyskach olimpijskich. Wcześniej rozegrano ją podczas I Letnich Igrzysk Olimpijskich w Atenach w 1896 roku, II Letnich Igrzysk Olimpijskich w Paryżu w 1900 roku oraz cztery lata później podczas IV Letnich Igrzysk Olimpijskich w Londynie w 1908 roku.
W zawodach wzięło udział pięćdziesięciu czterech strzelców z dwunastu reprezentacji. Każdy z nich oddawał 60 strzałów w dziesięciu seriach po sześć strzałów każda. Maksymalna liczba punktów do zdobycia wynosiła 600. W przypadku remisu decydowała dogrywka.

## Wyniki
| Miejsce | Strzelec                  | Punkty |
| ------- | ------------------------- | ------ |
| 1       | Alfred Lane               | 499    |
| 2       | Peter Dolfen              | 474    |
| 3       | Charles Stewart           | 470    |
| 4       | Georg de Laval            | 470    |
| 5       | Erik Boström              | 468    |
| 6       | Horatio Poulter           | 461    |
| 7       | Harry Sears               | 459    |
| 8       | Nikołaj Panin-Kołomienkin | 457    |
| 9       | John Dietz                | 454    |
| 10      | Léon Johnson              | 454    |
| 11      | Ivan Törnmarck            | 453    |
| 12      | Eric Carlberg             | 452    |
| 13      | Reginald Sayre            | 452    |
| 14      | Lars Jørgen Madsen        | 452    |
| 15      | André Regaud              | 447    |
| 16      | Vilhelm Carlberg          | 446    |
| 17      | Gieorgij Pantielejmonow   | 442    |
| 18      | Joanis Teofilakis         | 441    |
| 19      | Dmitrij Kuskow            | 438    |
| 20      | Hugh Durant               | 433    |
| 21      | Laurits Larsen            | 432    |
| 22      | Hans Roedder              | 431    |
| 23      | Harald Ekwall             | 430    |
| 24      | Albert Kempster           | 426    |
| 25      | Fredrik Nyström           | 426    |
| 26      | Frangiskos Mawromatis     | 425    |
| 27      | Sándor Török de Szendrő   | 424    |
| 28      | Heikki Huttunen           | 424    |
| 29      | Robert Löfman             | 423    |
| 30      | Konstandinos Skarlatos    | 420    |
| 31      | Grigorij Szestierikow     | 420    |
| 32      | Peter Jones               | 417    |
| 33      | Nikołaj Mielnicki         | 414    |
| 34      | Pawieł Wojłosznikow       | 413    |
| 35      | William McClure           | 411    |
| 36      | Paul Palén                | 410    |
| 37      | Gideon Ericsson           | 408    |
| 38      | Félix Alegría             | 406    |
| 39      | Adolf Schmal Jr.          | 406    |
| 40      | Frants Nielsen            | 406    |
| 41      | Niels Larsen              | 405    |
| 42      | Gustaf Boivie             | 401    |
| 43      | Peter Sofus Nielsen       | 397    |
| 44      | Gerhard Bock              | 395    |
| 45      | Edward Tickell            | 387    |
| 46      | Amos Kasz                 | 384    |
| 47      | Aleksandros Teofilakis    | 369    |
| 48      | Gustaf Stiernspetz        | 357    |
| 49      | Walter Winans             | 356    |
| 50      | Anders Peter Nielsen      | 355    |
| 51      | Hugo Cederschiöld         | 352    |
| 52      | Zoltán Jelenffy-Tóth      | 348    |
| 53      | Edmond Bernhardt          | 245    |
| 54      | Heinrich Hoffmann         | 189    |